# Ariston reticens
Ariston reticens är en spindelart som beskrevs av Willis J. Gertsch och Davis 1942. Ariston reticens ingår i släktet Ariston och familjen krusnätsspindlar. Inga underarter finns listade i Catalogue of Life.